# Alejandra Mora
Pour les articles homonymes, voir Mora.
Mora  Soto est un nom espagnol. Le premier nom de famille, en général paternel, est Mora ; le second, en général maternel, souvent omis, est Soto.
Alejandra Mora Soto est une géographe marine et scientifique chilienne, créatrice de la première carte mondiale de forêts sous-marines de macroalgues.

## Biographie
Après avoir suivi des études de géographie au sein de l'université du Chili de 2001 à 2006, elle réalise un MSc. en monitoring, modélisation et management environnemental au King's College de Londres entre 2011 et 2012. De 2013 à 2017 elle enseigne au sein de différentes universités : université catholique de Temuco, universidad academia de humanismo cristiano, université australe et université Saint-Sébastien. En 2017 elle est sélectionnée pour réaliser un doctorat à l'université d'Oxford et à partir de 2021 elle est postdoctorante à l'université de Victoria,.

## Travaux de recherche
En 2016, elle est invitée à participer à un projet de recherche et de cartographie sur les lieux visités par Darwin au cours de son voyage sur le Beagle : elle lit alors les récits du scientifique sur les forêts de macroalgues en Terre de Feu et se demande si ces forêts sous-marines existent toujours. Après avoir vérifié sur Google Earth la présence de ces algues, qu'elle avait également vues par le passé lors d'un séjour à Punta Arenas, elle décide de faire de la cartographie de ces forêts d'algues son sujet de recherche. Son objectif est ensuite d'analyser leur évolution au cours du temps et d'anticiper leur évolution future, dans le contexte du réchauffement climatique.
En 2017, admise à l'université d'Oxford pour réaliser un doctorat sur le sujet, elle élabore avec l'aide de chercheurs de l'université australe la première carte mondiale de forêts sous-marines de macroalgues, en combinant de la télédétection via des satellites, des drones, des drones sous-marins, l'utilisation de Google Earth, et la plongée,,. Il n'existait jusqu'alors pas d'information détaillée sur la répartition géographique de ces forêts, pouvant mesurer jusqu'à 70 mètres de long et servant de refuge, de source d'alimentation et de lieu de reproduction à de nombreuses espèces. Ce travail permet de calculer qu'un tiers de la distribution mondiale de macrocystis se trouve au Chili. Les cartes utilisées sont orientées vers le sud, afin de « souligner le caractère océanique de la planète et sa connectivité dans l'hémisphère sud »,.
En 2022, elle publie une étude montrant une augmentation de la fréquence des courants froids dans l'extrême-sud du continent sud-américain, du golfe de Penas au cap Horn, pendant la dernière décennie par rapport aux décennies antérieures,,. Ces résultats vont à rebours de la tendance globale d’augmentation des courants chauds, et pourraient s'expliquer par la fonte des glaciers de la zone et les changements de patron de vents,.

## Principales publications
- (en) David K. A. Barnes, James B. Bell, Amelia E. Bridges et Louise Ireland, « Climate Mitigation through Biological Conservation: Extensive and Valuable Blue Carbon Natural Capital in Tristan da Cunha’s Giant Marine Protected Zone », Biology, vol. 10, no 12,‎ décembre 2021, p. 1339 (ISSN 2079-7737, DOI 10.3390/biology10121339, lire en ligne)
- (en) Alejandra Mora‐Soto, Austin Capsey, Alan M. Friedlander et Mauricio Palacios, « One of the least disturbed marine coastal ecosystems on Earth: Spatial and temporal persistence of Darwin’s sub‐Antarctic giant kelp forests », Journal of Biogeography, vol. 48, no 10,‎ octobre 2021, p. 2562–2577 (ISSN 0305-0270 et 1365-2699, DOI 10.1111/jbi.14221, lire en ligne)
- (en) Alejandra Mora-Soto, Mauricio Palacios, Erasmo C. Macaya et Iván Gómez, « A High-Resolution Global Map of Giant Kelp (Macrocystis pyrifera) Forests and Intertidal Green Algae (Ulvophyceae) with Sentinel-2 Imagery », Remote Sensing, vol. 12, no 4,‎ janvier 2020, p. 694 (ISSN 2072-4292, DOI 10.3390/rs12040694, lire en ligne)
- (en) Juan J. Armesto, Daniela Manuschevich, Alejandra Mora et Cecilia Smith-Ramirez, « From the Holocene to the Anthropocene: A historical framework for land cover change in southwestern South America in the past 15,000 years », Land Use Policy, forest transitions, vol. 27, no 2,‎ 1er avril 2010, p. 148–160 (ISSN 0264-8377, DOI 10.1016/j.landusepol.2009.07.006, lire en ligne)